# Kanton Dijon-5
Der Kanton Dijon-5 ist seit 1973 ein französischer Wahlkreis im Arrondissement Dijon, im Département Côte-d’Or und in der Region Bourgogne-Franche-Comté.
Der Kanton besteht aus einem Teil der Stadt Dijon.
Bis zur landesweiten Neuordnung der französischen Kantone im März 2015 gehörten zum Kanton Dijon-5 die acht Gemeinden Corcelles-les-Monts, Dijon, Flavignerot, Fleurey-sur-Ouche, Lantenay, Pasques, Prenois und Velars-sur-Ouche. Er besaß vor 2015 den INSEE-Code 2139.